# Чабанмахи
Чабанмахи (дарг. Чабанмахьи) — село в Буйнакском районе Дагестана. Входит в состав сельского поселения «Сельсовет „Карамахинский“».

## Географическое положение
Расположен в 24 км к юго-востоку от районного центра города Буйнакск.

## Население
| 1939 | 1970 | 1989 | 2002  | 2010  | 2021 |
| ---- | ---- | ---- | ----- | ----- | ---- |
| 276  | ↗517 | ↗971 | ↗1251 | ↘1083 | ↘964 |

Национальный состав
По данным Всероссийской переписи населения 2010 года 97 % населения села составляли даргинцы.

## История
В 1997 году Чабанмахи становятся одним из центров ваххабизма и не подчиняются российским властям. Российский контроль над селом был восстановлен в результате спецоперации вооружённых сил в сентябре 1999 года.